# Theodor Davila
Theodor Davila (n. 1 ianuarie 1888 – d. 11 iulie 1941, Odesa, RSS Ucraineană, URSS) a fost un fotbalist român, prim-motor al fotbalului românesc în perioada antebelică. De altfel Theodor Davila este fiul dramaturgului Alexandru Davila și totodată nepotul lui Carol Davila. A fost căsătorit cu Maria Cantacuzino-Corneni.

## Biografie
Theodor Davila s-a născut în 1888, fiind fiul lui Alexandru Davila și al Hortense Keminger (1865-1935).
Theodor Davila a avut un rol important în dezvoltarea fotbalului românesc fiind printre primii pionerii ai sportului rege în România. A evoluat ca fotbalist la ASC Olympia București, iar mai târziu a fost arbitru.
De altfel Theodor Davila a fost colonel în Armata Română și a participat în cel de Al Doilea Război Mondial. A murit pe Frontul de Est, la Odessa, în vara anului 1941.